# HD150366
HD150366 — хімічно пекулярна зоря спектрального класу A4, що має видиму зоряну величину в смузі V приблизно  6,1.
Вона  розташована на відстані близько 262,2 світлових років від Сонця.

## Фізичні характеристики
Зоря HD150366 обертається 
порівняно повільно 
навколо своєї осі. Проєкція її екваторіальної швидкості на промінь зору становить  Vsin(i)= 47км/сек.

## Пекулярний хімічний склад
Зоряна атмосфера HD150366 має підвищений вміст 
Sr
.